# Chovrino

Chovrino (ryska Ховрино) är ett distrikt i Norra förvaltningsområdet i Moskva i Ryssland. Folkmängden uppgick till 84 384 invånare i början av 2015.